# Schulmusik (Studienfach)
Schulmusik ist die Bezeichnung für den Studiengang Künstlerisches Lehramt an allen Schularten, Fachrichtung Musik. Der Studiengang wird an den meisten deutschen Musikhochschulen angeboten. Es ist ein grundständiger Studiengang, der die allgemeine Hochschulreife erfordert und mit dem 1. Staatsexamen abgeschlossen wird. Es folgt ein anderthalb- bis zweijähriges Referendariat, das mit dem 2. Staatsexamen abgeschlossen wird. Im Zuge der Bologna-Reform wurden die Abschlüsse an vielen Orten auf Bachelor/Master umstrukturiert.

## Eingangsvoraussetzungen
Die Musikhochschulen setzen vor das Studium eine Aufnahmeprüfung, die kurze Prüfungen vor Sachverständigen für das Erstinstrument, Gesang, Klavier, Musiktheorie und ebenso Ensembleleitung wie auch ein kurzes Motivationsgespräch umfassen kann. Die einzelnen Prüfungsbestandteile sind von Hochschule zu Hochschule unterschiedlich. Beurteilungskriterien sind neben den grundlegenden instrumentalen und vokalen Fähigkeiten, ob die Sprech- und Singstimme gesund ist, die deutsche Sprache klar und richtig ausgesprochen werden kann, ob die Motivation für den Beruf gegeben zu sein scheint und ob eine Melodie klar, deutlich und richtig gesungen werden kann.
Die Plätze für Schulmusik sind begrenzt. Oft sind in einem Studiengang nicht mehr als zwölf, höchstens 30 Studienanfänger, deren Zahl sich mit steigender Semesterzahl etwa durch andere Studienorientierung weiter verringert. Aus diesem Grunde ist die Zahl der ausgebildeten Musiklehrer entsprechend gering und die Absolventen sind an Schulen begehrt.

## Das Studium
Das Studium umfasst:
- I. Künstlerisch-musikpraktischer Bereich: Hauptfachinstrument, Klavier und Gesang als Pflichtnebenfächer, Dirigieren sowie von Hochschule zu Hochschule unterschiedliche Fächer wie Improvisation, Partiturspiel (beide werden auch als schulpraktisches Klavierspiel, kurz SchuPra, zusammengefasst), Generalbassspiel, Rhythmik u. a. angeboten.
- II. Musiktheoretischer Bereich: Tonsatz, Gehörbildung, Komposition, Formenlehre, Werkanalyse, Instrumentation u. a.
- III. Musikwissenschaftlicher Bereich: Musikwissenschaft, Musikpädagogik, Erziehungswissenschaften
- Evtl. Wahlbereich: Kammermusik, Alte Musik, Kinderstimmbildung, Korrepetition u. a.

In der Regel wird das etwa acht- bis zehnsemestrige Studium der Schulmusik durch ein Zweitfach, das so genannte „wissenschaftliche Beifach“ ergänzt, das üblicherweise an einer weiteren Universität im Anschluss oder parallel dazu studiert wird. Alternativ bieten einige Musikhochschulen sogenannte Verbreiterungsfächer an, die anstatt des wissenschaftlichen Beifaches an der Musikhochschule selbst studiert werden können. Dieses sind beispielsweise Jazz/Pop, Kirchenmusik sowie Musikwissenschaft. An einigen Hochschulen ist auch die Wahl eines Schwerpunktes möglich, wie etwa „Klassenmusizieren“, Musikwissenschaft oder Musiktheater.
In Baden-Württemberg muss neben dem mehrmonatigen Praxissemester an einer Schule auch ein mehrwöchiges zusätzliches Sozial- oder Betriebspraktikum abgelegt werden. Zusätzlich soll ein ethisch-philosophisches Grundlagenstudium (EPG) die Argumentationskompetenz der künftigen Lehrer erweitern.